# Timothy Alexander
Timothy Alexander (10 de enero de 1949) es un deportista australiano que compitió en vela en la clase Flying Dutchman. Ganó una medalla de bronce en el Campeonato Mundial de Flying Dutchman de 1971.

## Palmarés internacional
| Campeonato Mundial | Campeonato Mundial    | Campeonato Mundial | Campeonato Mundial |
| Año                | Lugar                 | Medalla            | Clase              |
| ------------------ | --------------------- | ------------------ | ------------------ |
| 1971               | La Rochelle (Francia) | Medalla de bronce  | Flying Dutchman    |